# Efva Lilja
Efva Maria Kristina Lilja, född 30 juni 1956 i Huskvarna, är en svensk koreograf och dansare. 
Lilja anses som en av Sveriges mest betydande koreografer med en särpräglad repertoar. Mellan 2006 och 2013 var hon rektor för Dans- och cirkushögskolan i Stockholm. Sedan januari 2016 är hon chef för Danmarks nationella centrum för modern dans, Dansehallerne i Köpenhamn.

## Biografi
Efva Lilja lämnade sin hemstad Huskvarna 1972. Efter dansstudier i Malmö, Örebro, Jönköping och Stockholm studerade hon vid Balettakademien 1977–1978 och Danshögskolan i Stockholm 1978–1980. Hon vidareutbildade sig vid Royal Academy of Dance i England, för Mirjam Berns i Frankrike och i USA. Där studerade hon bland annat ett år vid Merce Cunningham Dance Foundation i New York 1980-1981. Hon studerade komposition för Robert Dunn, contemporary dance med bland annat Meredith Monk och balett med bland annat Zena Romett och Haynes Owens samt kurser i koreografi vid Columbia University. Hon har fortbildat sig bland annat i kurser i dansfilm vid Dramatiska Institutet. Som frilansdansare var hon engagerad av flera koreografer i Sverige och New York och turnerade bland annat med Rikskonserter och Riksteatern.
Efter de första åren som dansare debuterade hon som koreograf 1982 och 1985 bildades E.L.D., ett forum för ny koreografisk scenkonst med bas i Stockholm. Där etablerade hon ett för svensk danskonst helt nytt arbetssätt. 1985–2005 var hon koreograf och konstnärlig ledare vid denna turnerande repertoarensemble, som arbetade med kontinuerlig verksamhet året om. Ett nytänkande kring turné- och arrangörsmodeller gav gruppen en bred publik. På 1990-talet blev de internationella engagemangen allt fler och ensemblen utvecklades mot en ledande position i den svenska nyskapande samtidsdansen.

### Kulturpolitik och chefskap
Lilja har varit verksam i bland annat Svensk Danskommitté, Danscentrum och Fylkingen. Hon var med och startade Föreningen Svenska Koreografer (FSK) och var dess första ordförande 1986–1989. Hon satt på regeringens mandat i Danshögskolans styrelse 1994–1997 och var sakkunnig i dansfrågor på Kulturdepartementet 1995. 2001 ingick hon i en referensgrupp vid Danshögskolan för översyn av de scenkonstnärliga utbildningarnas innehåll och 2008–2010 i en referensgrupp för utveckling av konstnärlig forskning och forskarutbildning vid Utbildningsdepartementet. 2012 var hon en av tolv konstnärer i Europa som inbjöds att delta i EU-projektet Team Culture 2012, och inbjuden av José Manuel Barroso medverkade hon 2013–2014 i en think tank för A New Narrative for Europe, samt i nätverket kring strategiska kultur- och näringslivsfrågor Forum D’Avignon-Ruhr. 2014 var hon även sakkunnig i konstnärlig forskning vid Utbildningsdepartementet.
2006–2013 var hon rektor vid Dans- och cirkushögskolan (DOCH) i Stockholm. I början av 2016 inledde hon arbetet som chef för Dansehallerne i Köpenhamn och ansvarig för dess omfattande omställnings- och omlokaliseringsprocess för ett nytt nationellt danskt centrum för modern dans.

### Konstnärlig forskning
Lilja ger föreläsningar, masterclasses och bedriver utvecklingsprojekt, bland annat Fittjaprojektet 1996–1999 och Det brinnande 1998. 2002 deltog Efva Lilja i forskningsexpeditionen Arctic Ocean 2002, arrangerad av Svenska Polarforskningssekretariatet. På Arktis is bedrev hon ett forskningsprojekt: Danskonst i fruset landskap 2002–2004. Projektet redovisas bland annat som dansfilm för SVT, i bokform samt i ett sceniskt verk: The Outmost White – A Dance From The Top of The World. 2003 utnämndes hon till professor i koreografisk komposition vid Danshögskolan (nu Dans- och cirkushögskolan). Rörelsen som kroppens minne är hennes senaste forskningsprojekt som bedrevs 2003–2006, finansierat av bland annat Vetenskapsrådet. Detta projekt är redovisat i tre verk: Minnet 2003, Med ögat mitt i pannan 2004, Döden, döden! 2005 samt i boken Rörelsen som kroppens minne 2006.
Lilja är ledamot i styrelsen för Society for Artistic Research (SAR), European League of Institutes in the Arts (ELIA), av styrgruppen för PEEK (program för konstnärlig forskning vid det Österrikiska vetenskapsrådet) m.m. 2003–2006 medverkade hon som handledare i det norska Stipendprogrammet for kunstnerisk utviklingsarbeid för ett doktorandprojekt i konstnärlig forskning, samt 2005–2006 som koreograf i det engelska forskningsprojektet Holds No Memory, under ledning av koreograf Ana Sanchez Colberg. Hon anlitades också under några år som senior advisor vid utvecklingen av den konstnärliga forskningen vid TEAK i Helsingfors och 2010–2013 satt hon i styrelsen för Konstnärliga forskarskolan. 

### Film och TV
Lilja har genom åren medverkat i flera tv-produktioner och filmer, bland annat Amorosa i regi av Mai Zetterling, Dansen i regi av Jan Troell och Kvinnorna på taket i regi av Carl-Gustaf  Nykvist. Hon har också själv regisserat, bland annat Huset av och med Allan Edwall, Magic Songs med Orphei Drängar och hon har som koreograf samarbetat med den ryske regissören Anatoly Vasiliev i Moskva. Hennes egna filmer visas vid festivaler och i konstfora runt om i världen.

## Verk
I samarbeten med andra konstnärer skapar Lilja gränsöverskridande verk. De har framförts i mer än trettiofem länder: på stora gästspelsscener, i intima lokaler, i TV, video, skolor, konstfora – i träd, jord, vatten och snö. Som första skandinaviska koreograf fick hon 1994 en beställning på ett verk, Entre Nos Espaces, för Centre Georges Pompidou i Paris, Frankrike. Hon gjorde verket Mareld för Stockholm Europas kulturhuvudstad 1998 och som första skandinaviska konstnär blev hon 2001 inbjuden att utarbeta ett verk, The Illuminated Dream Aflame, för Guggenheimmuseet i Bilbao, Spanien. 2001 iscensatte hon även Akers International med sitt verk Madness In The Everyday Idyll och hon har utarbetat två verk: A Gentle Cut 2000 och ELDSTAD 2003 för Moderna museet i Stockholm.

### Texter
Lilja har skrivit artiklar publicerade i böcker nationellt och internationellt, bland annat Att resa genom kaos i Kulturen - möten och mödor (Carlssons förlag), Danskonst i gränsland i Styrka och mod - om barns skapande (Rädda Barnen), Nödvändighetens obändiga vilja i Dansmuseets årsbok 1990, Ett fredat rum i Fylkingens jubileumsbok (Fylkingen) och Om DANS eller vanvett i den vardagliga idyllen i Forskning i rörelse (Carlssons förlag). Dessutom är hon publicerad i Sverige, Frankrike, Tyskland, England, Schweiz, Norge och Grekland samt i ett stort antal nätpublikationer. Hennes diktsvit ... en tids rörelse... finns utgiven på Kalejdoskop förlag. År 2000 utkom Danskonst i språkets utmarker, 2003 Danskonst i fruset landskap och 2005 Danskonst i Nöd och lust, dessa tre på E.L.D.s förlag, 2006 i Danshögskolans rapportserie Movements as the Memory of the Body; 2012 gav Ellerströms förlag ut Förstår du vad jag inte säger? Om dans som samhällsomstörtande kärleksförklaring och 100 övningar för en koreograf och andra överlevare, 2015 gavs Konst, forskning, makt (Art, Research, Empowerment) ut av Utbildningsdepartementet, 2016 Att koreografera dagen och låta natten vara – en apologi för dansen (Ellerströms) och 2017 Choreographing the Day, Leaving the Night Alone – An Apology for Dance (Ellerströms).

### Arkiv över Liljas konstnärskap
Kungliga bibliotekets arkiv förvarar all dokumentation av Efva Liljas konstnärskap för åren 1979–2013. Arkivet innehåller foton, recensioner, artiklar, produktionsadministration, projektbeskrivningar osv. men också Efva Liljas partitur och skisser. Arkivet är tillgängligt för forskare. 

## Priser och utmärkelser
Lilja har mottagit en rad stipendier och utmärkelser för sin danskonst, bland annat Stockholms stads hederspris 1999, Sveriges kulturchefers kulturpris 1999, Prix D'ASSITEJ 2000 och Irisstipendiet från Stiftelsen Kvinnor kan 2002. 1999 utsågs hon till Honorary Member of International Center for Cultural Relations. 2009 mottog hon S:t Eriksmedaljen.
• 2022 – Ganneviksstipendiet